# 马尔沙赫特
马尔沙赫特是德国下萨克森州的一个市镇。总面积26.12平方公里，总人口3708人，其中男性1814人，女性1894人（2011年12月31日），人口密度142人/平方公里。